# 李之芳
李之芳（1622年9月22日—1694年12月18日），字鄴园，山东武定州（今山东惠民县）人。清朝顺治、康熙年间政治人物和作家，詩人，官至文華殿大學士。諡文襄。

## 生平
明天启二年（1622年），李之芳出生在山东武定州，崇禎十五年（1642年）中舉人。清兵入關，順治四年（1647年）開科取士，之芳进京考中二甲進士。授浙江金華府推官。歷任刑部主事、郎中，廣西道、湖廣道監察御史，升吏部右侍郎、兵部左侍郎兼都察院左副都御史等职。康熙十二年（1673年），以兵部侍郎身份離京總督浙江軍務，參與平定耿精忠叛亂。
康熙二十一年（1682年）入京任兵部尚書，調吏部尚書。康熙二十六年（1687年），授兼職文華殿大學士。次年，御史郭琇彈劾大学士明珠，稱“內閣票拟，皆聽明珠指揮”。明珠遭罷職後，之芳也受命休致。康熙三十三年（1694年）卒於家，享年73岁。諡文襄。雍正十一年（1733年）入祀賢良祠。《清史稿》有傳。
初贈太子太保，后加赠少保文華殿大学士兼吏部尚書。

## 著作
工詩文，收於《李文襄公詩集》中。

## 延伸阅读
[在维基数据编辑]
 《清史稿/卷251》，出自趙爾巽《清史稿》

## 外部連結
- 李之芳[永久] 《孙武镇志》编纂委员会
- 李之芳 （页面存档备份，存于） 中研院史語所

| 官衔          | 官衔                                                                                    | 官衔          |
| ------------- | --------------------------------------------------------------------------------------- | ------------- |
| 前任： 宋德宜 | 兵部漢尚書 康熙二十一年十月甲寅－康熙二十三年八月辛亥 （1682年12月9日－1684年9月26日）  | 繼任： 梁清標 |
| 前任： 宋德宜 | 吏部漢尚書 康熙二十三年八月辛亥－康熙二十六年九月壬午 （1684年9月26日－1687年10月12日） | 繼任： 陳廷敬 |